# Nils Ribbing
Nils Arvidsson Ribbing, född 27 juni 1878 på Riddersberg, Rogberga socken, död 26 juni 1952 i Stockholm, var en svensk ingenjör.
Nils Ribbing var son till överstelöjtnanten Per Arvid Ribbing och kusin till Axel Ribbing. Han avlade mogenhetsexamen i Jönköping 1898 och utexaminerades från Tekniska högskolan 1904. Efter anställning bland annat som ingenjör vid AB Vattenbyggnadsbyrån i Stockholm 1907–1909 och flottledsbyggnadsarbeten i Dalälvens flottleder 1909–1911 var han statens flottledsingenjör i södra och mellersta distriktet 1911–1921. Från 1911 drev han konsultfirman Ribbings ingenjörsbyrå, som sysslade med konsultverksamhet inom vattenbyggnads- och flottledsfacken, först i Orsa, därefter 1915–1930 i Falun och från 1930 i Stockholm. Bland Ribbings arbeten märks, att han 1935–1939 ledde och planlade den på hans initiativ tillkomna 15 kilometer långa flottleden från Dalälven vid Marma till Västlandsfjärden i Östersjön. Ribbing var bland annat stadsfullmäktig i Falun 1927–1930, vice ordförande i Dalarnes orkesterförening 1919–1930, ordförande i Falu musiksällskap 1929–1930 och styrelseledamot i Sveriges konsulterande ingenjörers förening 1935–1940. Han publicerade uppsatser i fackpressen.